# Иванищево (Курбское сельское поселение)
Иванищево — деревня в Ярославском районе Ярославской области России. 
В рамках организации местного самоуправления входит в Курбское сельское поселение; в рамках административно-территориального устройства включается в Курбский сельский округ. 

## География
Расположена в 25 км к юго-западу от центра города Ярославль, на автомобильной дороге Тутаев — Шопша — Гаврилов Ям — Иваново.
В 5 км к северо-западу находится центр Курбского сельского поселения и сельского округа — село Курба.

## Население
| 2007 | 2010 |
| ---- | ---- |
| 618  | ↘551 |

## Инфраструктура
ФАП (филиал Ярославской центральной районной больницы).

## Достопримечательности
- Памятник участникам войны, труженикам Меленковского сельского округа[6].